# 潮汁

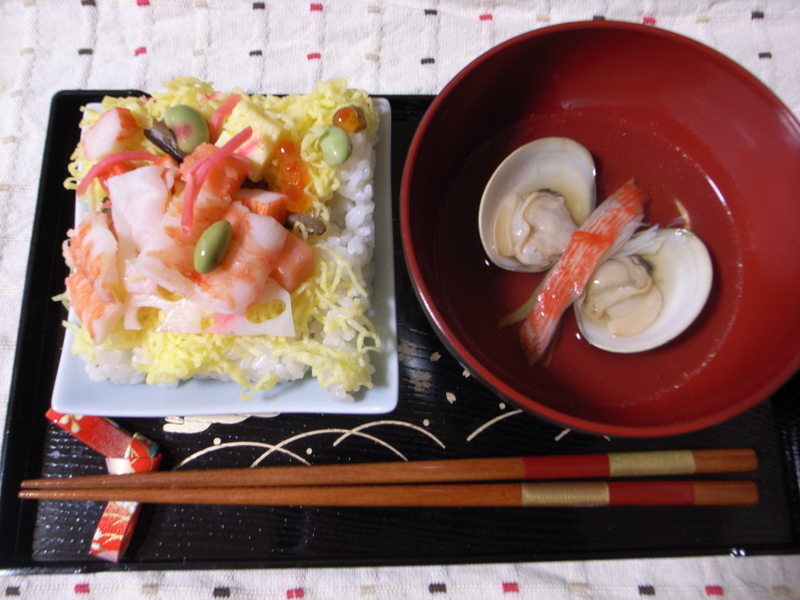
ひな祭りの料理ちらし寿司（左）と蛤の吸い物（潮汁）（右）

潮汁（うしおじる）は、魚介類のだしを塩で味付けた汁物の一つである。漁師料理がルーツともされ、潮煮、うしお（潮）と記される事もある。
魚介類を煮てだしをとり、同時にその魚介類を実とし、調味料は塩だけあるいは日本酒を少し足す場合が多い。
吸い物にする場合は潮仕立て（うしおじたて）とも呼ばれる。なお吸い物と汁物との違いは、酒の肴に飲食するのが吸い物で、飯にあわせて飲食するのが汁物とされるが、混同される場合もある。
基本的に臭いやクセの無い白身魚が使用されることが多く（鯛、ヒラメ、スズキなど）、香辛料は使用せず吸口に木の芽を浮かべる程度である。
またハマグリの潮汁は、ひな祭りの定番品とされる。シジミやアサリも、味噌を入れずにシジミ汁として潮汁風に仕上げる場合がある。ただし、その場合は臭いを抜くために、日本酒や醤油、刻みネギを用いる事が多い。
似た料理に、三平汁、宗谷鍋、あら汁、船場汁、沖縄県の中身汁がある。